# Robaia (okręg Ardżesz)
Robaia – wieś w Rumunii, w okręgu Ardżesz, w gminie Mușătești. W 2011 roku liczyła 455 mieszkańców.